# Il piccolo Marat
Il piccolo Marat è un dramma lirico o opera in tre atti del compositore Pietro Mascagni (1921), su libretto di Giovacchino Forzano.

## Opera
Il piccolo Marat venne dato in prima esecuzione il 2 maggio 1921 al Teatro Costanzi di Roma. Venne poi ripreso molte volte in Italia ed in Sud America, almeno per 450 recite documentate, con la concertazione di Federico Del Cupolo.
Mentre Mascagni aveva previsto di eseguire l'opera negli Stati Uniti nel 1926, la logistica si rivelò troppo complicata per le prove, e la prima in Nord America dovette attendere fino al 13 aprile 2009 quando Teatro Grattacielo la approntò all'Avery Fisher Hall, Lincoln Center, a New York.

## Ruoli
| Personaggi               | Voce         | Cast prima, 2 maggio 1921 (Direttore: Pietro Mascagni) |
| ------------------------ | ------------ | ------------------------------------------------------ |
| Mariella                 | soprano      | Gilda Dalla Rizza                                      |
| La principessa di Fleury | mezzosoprano | Agnese Porter                                          |
| Il piccolo Marat         | tenore       | Hipólito Lázaro                                        |
| Il soldato               | baritono     | Benvenuto Franci                                       |
| Il carpentiere           | baritono     | Ernesto Badini                                         |
| L'orco                   | basso        | Luigi Ferroni                                          |
| Il capitano              |              | Augusto Beuf                                           |
| La spia                  |              | Gino De Vecchi                                         |
| Il portatore             |              | Arturo Pellegrino                                      |
| Il ladro                 |              | Michele Fiore                                          |
| La tigre                 |              | Mario Pinheiro                                         |
| Una voce                 |              | Luigi Nardi                                            |

## Registrazioni
Esistono diverse registrazioni dell'opera completa, la più diffusa delle quali è quella eseguita da marito e moglie, Virginia Zeani e Nicola Rossi-Lemeni con il tenore Giuseppe Gismondo; questa registrazione live 1962 da Sanremo è stata pubblicata su etichetta Cetra italiano in 3 LP e, più tardi, in 2 CD. Un concerto in diretta dall'Olanda, del 1992, interpretato da Susan Neves e Daniel Galvez-Vallejo, è stato pubblicato dall'etichetta Bongiovanni.  Fra alcune selezionate compilation dell'opera si ricordano quella di Hipólito Lazaro del 1926  (con il soprano Mafalda De Voltri) della durata di circa 14 minuti e iniziante con "Sei tu? Che cosa vieni a fare?... Va nella tua stanzetta"